# Tomasz Armada
Tomasz Armada (ur. 16 grudnia 1994 w Końskich) – polski projektant ubioru, kostiumograf, artysta wizualny. Znany z promowania idei zrównoważonej, cyrkularnej mody.
W 2017 zdobył wyższe wykształcenie na Akademii Sztuk Pięknych w Łodzi, broniąc pracę licencjacką na Wydziale Tkaniny i Ubioru z wyróżnieniem rektora. W trakcie studiów otrzymał stypendium Ministra Kultury i Dziedzictwa Narodowego.
Po studiach założył własną markę odzieżową skupiającą się na zasadach upcyclingu. Jego projekty czerpią inspirację z historii i kultury Łodzi, oraz charakteryzują się nietypowym wzornictwem i zastosowaniem różnorodnych materiałów.
W 2021 roku został wyróżniony przez amerykański magazyn Vogue jako jeden z ciekawszych młodych projektantów na świecie.
Jako kostiumograf współpracuje z polskimi instytucjami kulturalnymi i teatralnymi. Jest także odpowiedzialny za projektowanie kostiumów dla różnych polskich artystów i celebrytów (współpracował m.in. z Marylą Rodowicz, Dodą oraz Young Leosią).
Prócz działalności projektowej, Armada jest również wykładowcą na warszawskim Uniwersytecie SWPS.

## Nagrody i wyróżnienia
- Medal 600-lecia Łodzi (2023)[6],
- Srebrny Jednorożec Parady Wolności w Łodzi (2022)[3],
- Zdobywca nagrody prezydent miasta Łodzi Hanny Zdanowskiej za osiągnięcia w dziedzinie twórczości artystycznej (2021)[7],
- I Nagroda Project room za film „Ostatni pociąg do Warszawy” (2019)[8],
- Finalista Fashion designer awards (2019)[9],
- Laureat Eco Made Contest (2017)[10],
- Wyróżnienie Rektora ASP na 22. Gali Dyplomowej (2017),
- Zwycięzca konkursu Łódź miastem talentów (2016).

Twórczość Armady była prezentowana w wielu prestiżowych magazynach mody, w tym w Vogue, Elle Polska, czy Harper’s Bazaar.